# 805 Hormuthia
Hormuthia (asteroide 805) é um asteroide da cintura principal com um diâmetro de 66,94 quilómetros, a 2,5905577 UA. Possui uma excentricidade de 0,1881211 e um período orbital de 2 081,83 dias (5,7 anos).
Hormuthia tem uma velocidade orbital média de 16,67407476 km/s e uma inclinação de 15,72067º.
Esse asteroide foi descoberto em 17 de Abril de 1915 por Max Wolf.